# Quinçay
Quinçay é uma comuna francesa na região administrativa da Nova Aquitânia, no departamento de Vienne. Estende-se por uma área de 29,66 km². Em 2010 a comuna tinha 2 243 habitantes (densidade: 75,6 hab./km²).